# Kazincbarcikai SC
Kazincbarcikai SC is een Hongaarse voetbalclub uit Kazincbarcika en is opgericht op 26 juni 1957. De club speelt zijn thuiswedstrijden in de Kolorcity Aréna, een stadion dat plaats biedt aan 1100 toeschouwers. De traditionele clubkleuren zijn blauw en geel.
Door de jaren heen is de club wisselend actief op het tweede en derde niveau. 

## Eindklasseringen vanaf 2010
| 12 |

| 11 |

| 13 |

| 15 |

| 2 |

| 4 |

| 6 |

| 1 |

| 17 |

| 9 |

| 14 |

| 18 |

| 1 |

| 14 |

| 12 |

| #E7FAEC |

| NB II | NB III |